# Nonenstelle
Als Nonenstelle wurde in Lippe eine Sammelstelle für Vieh, hier überwiegend Rinder, bezeichnet. Im 19. Jahrhundert wurde in den lippischen Ackerbürgerstädten in fast allen Häusern Vieh gehalten, das in der warmen Jahreszeit morgens um 6 Uhr zu Herden gesammelt und von Stadthirten auf die Hudeflächen getrieben wurde. Nach neun (lat.: none) Stunden gegen 15 Uhr trieben Hirten die Kühe zu bestimmten Plätzen, den Nonenstellen, um die Tiere von Melkerinnen melken zu lassen. Danach brachte man sie zurück in die heimatlichen Ställe.
Am Stadtrand von Lemgo gab es damals allein sechs Nonenstellen. Eine dortige Gastwirtschaft sowie eine Bushaltestelle heißt noch heute „Nonenstelle“ und erinnert an diese lippische Tradition. In der Laubker Nonenstelle wurde damals alljährlich im Herbst beim Abtrieb der Tiere der sogenannte „Keoschuitenball“ gefeiert. Von den Melkerinnen wurde Blumenkränze gewunden, die sie den Eigentümern der Tiere ins Haus brachten und dafür ein Geldgeschenk erwarteten. Die Besitzer sorgten für Getränke und bestritten die Kosten durch den Verkauf der „Keoschuiten“, dem angesammelten Dung an den Nonenstellen.